# As Time Goes By (The Carpenters)
As Time Goes By è un album in studio del duo musicale-canoro statunitense The Carpenters. Il disco è uscito nel 2001 in Giappone e nel 2004 sul mercato internazionale e contiene demo, outtakes, interpretazioni live e altri brani del gruppo registrati tra il 1967 ed il 1980.

## Tracce
1. Without a Song (Edward Eliscu, Billy Rose, Vincent Youmans) – 1:58
2. Superstar/Rainy Days and Mondays (Bonnie Bramlett, Leon Russell/Paul Williams, Roger Nichols) – 3:10
3. Nowhere Man (Lennon–McCartney) – 2:56
4. I Got Rhythm Medley (George & Ira Gershwin) – 4:43
  - I Got Rhythm
  - 'S Wonderful
  - Rhapsody in Blue
  - Fascinating Rhythm
5. Dancing in the Street (Ivy Hunter, Marvin Gaye, William Stevenson) – 2:01
6. Dizzy Fingers (Edward Elzear "Zez" Confrey) – 3:34
7. You're Just in Love (Irving Berlin) – 3:46
8. Karen/Ella Medley – 6:00
  - This Masquerade (Leon Russell)
  - My Funny Valentine (Richard Rodgers, Lorenz Hart)
  - I'll Be Seeing You (Sammy Fain, Irving Kahal)
  - Someone to Watch Over Me (George & Ira Gershwin)
  - As Time Goes By (Herman Hupfeld)
  - Don't Get Around Much Anymore (Duke Ellington, Bob Russell)
  - I Let a Song Go Out of My Heart (Duke Ellington, Irving Mills)
9. Close Encounters/Star Wars Medley (John Williams) – 6:01
10. Leave Yesterday Behind (Fred Karlin) – 3:34
11. Carpenters/Como Medley – 6:56
  - Yesterday Once More (John Bettis, Richard Carpenter)
  - Magic Moments (Burt Bacharach, Hal David)
  - Sing (Joe Raposo)
  - Catch a Falling Star (Lee Pockriss, Paul Vance)
  - Close to You (Burt Bacharach, Hal David)
  - It's Impossible (Armando Manzanero, Canche Manzanero, Sid Wayne)
  - We've Only Just Begun (Paul Williams, Roger Nichols)
  - And I Love You So (Don McLean)
  - Don't Let the Stars Get in Your Eyes (Slim Willet)
  - Till the End of Time (Buddy Kaye, Ted Mossman)
  - No Other Love (Richard Rodgers, Oscar Hammerstein II)
12. California Dreamin' (John Phillips, Michelle Phillips) – 2:33
13. The Rainbow Connection (Paul Williams, Kenneth Ascher) – 4:36
14. Hits Medley '76 – 8:13
  - Sing (Joe Raposo)
  - "Close to You" (Burt Bacharach, Hal David)
  - For All We Know (Fred Karlin, James Griffin, Robb Wilson)
  - Ticket to Ride (John Lennon, Paul McCartney)
  - Only Yesterday (John Bettis, Richard Carpenter)
  - I Won't Last a Day Without You (Paul Williams, Roger Nichols)
  - Goodbye to Love (John Bettis, Richard Carpenter)
15. And When He Smiles (bonus track) (Al Anderson) – 3:06